# 沙特2台
沙特2台（英語：Saudi 2），2014年之前曾經稱為沙特阿拉伯王國2台（KSA 2），是沙特阿拉伯一條曾經存在的英語電視頻道。該條頻道於1983年創立，並會播放文化、政治、經濟、新聞和娛樂等不同類型的英語節目，而其主要收視群體則是在當地生活的外國僑民。後來沙特2台把其播放時間延長至每日24小時，並於2007年中旬將其播放範圍延伸至歐洲以及北美洲，其後更在中東、英國和美國聘請大量記者。不過最後該國文化與資訊部部長阿瓦德·賓·薩利赫·阿拉瓦德（Dr. Awwad Bin Saleh Alawwad）為了實行沙特阿拉伯2030年願景當中關於媒體篇章的措施，便決定於2017年12月22日終止該條頻道播放。